# مركز التواصل الدولي
مركز التواصل الدولي هو مركز سعودي للتواصل وتيسير العلاقات مع وسائل الإعلام الدولية والعاملين فيها حول العالم، أسسته وزارة الإعلام في شهر أغسطس من العام 2017.

## خدمات المركز

### مصدر مركزي للمعلومات

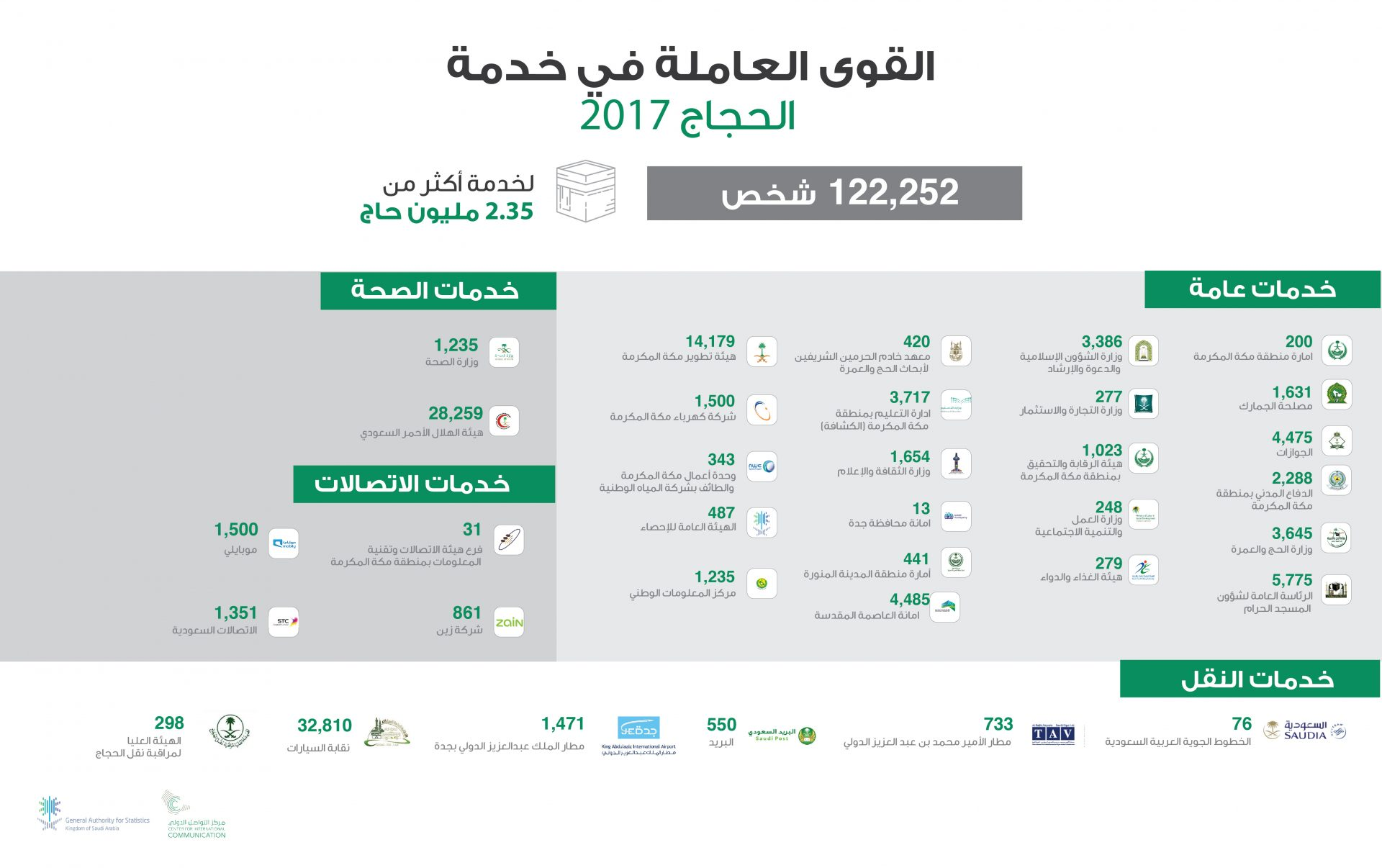
إنفوجرافيك عن القوى العاملة في خدمة الحج، من إنتاج مركز التواصل الدولي

يمثل المركز مصدراً مركزياً للمعلومات حول المملكة العربية السعودية، بما في ذلك كافة الإحصاءات الحكومية المعلنة، والتي تنشر كوثائق أو إنفوجرافيك وفيديو جرافيك.

### الإجابة على الأسئلة الإعلامية
يجيب المركز على أسئلة واستفسارات وسائل الإعلام حول مواضيع متنوعة مثل السياحة في السعودية والمساواة بين الجنسين وحقوق الإنسان وفرص الاستثمار المحلية وغيرها، وباللغات العربية والإنجليزية والفرنسية وغيرها.

### خدمات أخرى
يقدم المركز شرحا للطبيعة الثقافية والاجتماعية والسياسية في المملكة العربية السعودية مما يساعد وسائل الإعلام الدولية منها سبوتنيك (وكالة أنباء) على فهم الأحداث الحاصلة بالسعودية بشكل صادق وشفاف. ويقوم المركز بدور أساسي في دعم أنشطة الحكومة الإعلامية في الخارج.